# 루실 볼
루실 볼(Lucille Ball, 본명은 Lucille Desiree Ball, 1911년 8월 6일 ~ 1989년 4월 26일)은 미국의 배우, 연극 연출가이다.

## 생애
1929년 광고 모델로 첫 데뷔하였고 이어 같은 해 1929년 미국 영화 《Bulldog drummond》의 단역으로 영화배우 데뷔하였으며 1932년 연극배우로 데뷔하였고 1947년 연극연출가로 데뷔하였다.

## 영화
- 톱 햇
- 스테이지 도어
- 댄스, 걸, 댄스
- 지그펠드 폴리스
- 나, 너 그리고 우리

## 라디오, 텔레비전
- 에드 윈
- 왈가닥 루시

## 같이 보기
- 데지 아너즈
- 데지 아너즈 주니어
- 루시 아너즈